# Við Margáir
Við Margáir – stadion piłkarski w Streymnes, na Wyspach Owczych, na którym swoje mecze rozgrywa zespół EB/Streymur. Jego pojemność wynosi 1500 miejsc.